# Serge Nubret
 (mars 2010).
Si vous disposez d'ouvrages ou d'articles de référence ou si vous connaissez des sites web de qualité traitant du thème abordé ici, merci de compléter l'article en donnant les références utiles à sa vérifiabilité et en les liant à la section « Notes et références ».
Serge Nubret, né le 6 octobre 1938 à Anse-Bertrand (Guadeloupe) et mort le 19 avril 2011, à Pierrefitte-sur-Seine (Seine-Saint-Denis), est un culturiste et acteur de cinéma français. Dirigeant de fédération, il a entre autres remporté les titres de Mr. Europe (1970)[réf. nécessaire], Mr Univers (1976) et Mr. World (1977). Il a également talonné Arnold Schwarzenegger pour le titre de Mr. Olympia 1975, après s’être classé troisième en 1972, 1973 et 1974. Son surnom est la « Panthère Noire ».

## Biographie
Serge Nubret passe ses premières années à Anse-Bertrand, dans une commune de 7 000 habitants au nord de la Grande-Terre (Guadeloupe). Il mène jusqu’à 12 ans une vie rythmée par les jeux en plein air, avant de déménager avec ses parents en région parisienne durant l’année 1950. Habitant désormais Joinville-le-Pont, il poursuit ses études secondaires avant de suivre un cursus commercial. Durant ses années d’adolescent et de jeune adulte, il fait l’expérience de sa supériorité physique sur ses camarades et comprend peu à peu ce qu’il appellera, dans son livre de réflexion Je suis… Moi et Dieu, « [sa] raison d’être » – c'est-à-dire le destin de champion qui lui est assigné par Dieu (nommé « Je Suis » dans l’ouvrage). Il retourne en Guadeloupe en 1958 afin d’échapper à l’enrôlement pour la guerre d'Algérie. C’est alors qu’il découvre la musculation, pratiquée en parallèle avec ses activités de comptable pour l’entreprise paternelle. Son père, soucieux de la bonne marche de ses activités professionnelles, n'encourage pas la pratique sportive de son fils.
Serge Nubret est père de trois enfants : Pascale et Stanley nés de sa première épouse Régine, Karine de sa seconde épouse Jacqueline, avocate, qui a pratiqué également le culturisme et a remporté plusieurs titres féminins.
Dans les années 1970, il ouvre avec son frère Marcellus le Nubret’s International Club qui deviendra ensuite le Shape Up Nubret, un réseau de salles de musculation.
En mars 2009, alors qu'il reprenait l’entraînement pour participer à une exhibition, Serge Nubret est retrouvé dans le coma à son domicile et transporté à l'hôpital Lariboisière. Il est dès lors suivi par les médecins de cet hôpital. Il meurt le 19 avril 2011 dans une maison de retraite de Pierrefitte-sur-Seine en Seine-Saint-Denis. Il est crématisé au Père-Lachaise de Paris.

## Débuts dans le culturisme et entrée dans le monde du cinéma
Trois mois après sa première entrée dans une salle de musculation en 1958, il remporte le titre de Mr. Guadeloupe, obtenu à nouveau l’année suivante. Envoyé en 1960 à Montréal pour défendre les couleurs guadeloupéennes, lors des championnats du monde organisés par l'IFBB, il y est élu « homme le plus musclé ». Rentré ensuite à Paris sans passer par la Guadeloupe, il est contacté par Les Films Ariane pour un rôle dans un péplum italien de Duccio Tessari, Les Titans, sorti en 1962, prélude à une carrière cinématographique riche d'une vingtaine de films, dont notamment :
- Un condé d'Yves Boisset, (1970) ;
- César et Rosalie de Claude Sautet, aux côtés d’Yves Montand (1972) ;
- Le Professionnel de Georges Lautner, avec Jean-Paul Belmondo (1981).

Dans les années 1980, il est également apparu dans la série télévisée en six épisodes Petit déjeuner compris, avec Pierre Mondy et Marie-Christine Barrault, dans lequel il joue le rôle d'un culturiste qui possède une salle de musculation à Paris, rôle empruntant largement à sa propre biographie.
En 1977, il fait une apparition aux côtés de Lou Ferrigno et d'Arnold Schwarzenegger dans le documentaire Pumping Iron de George Butler qui retrace – avec des éléments semi-fictifs – le déroulement du concours Mr. Olympia 1975, la préparation au concours ainsi que sa phase finale. Pour des raisons de contrat, son apparition est relativement brève, certaines scènes le concernant n’ont donc pas été retenues. Ces épisodes sont relatés dans son livre, Je suis… Moi et Dieu.

## L’athlète et le dirigeant
Durant les années 1970, Nubret termine troisième à l’Olympia 1973 et deuxième en 1975. Vice-président de l’IFBB Europe de 1970 à 1975, Serge Nubret fonde en 1976 la WABBA. Il concourt jusqu’en 1984, remportant cette année-là son dernier titre de champion du monde à la WABBA. Il fera encore une démonstration à Gravelines en 2003, lors des championnats du monde, à l’âge de 65 ans.
Nubret était connu en outre pour sa méthode d'entraînement peu orthodoxe, consistant à effectuer un grand nombre de séries et de répétitions avec des poids relativement légers (pouvant totaliser 5 à 6 heures par jour, éventuellement réparties en deux séances), avec une fréquence de sollicitation élevée pour chaque groupe musculaire, méthode donc diamétralement opposée au système Heavy Duty popularisé par Mike Mentzer (durée et fréquence basses, charges très élevées), tandis que la plupart des culturistes adoptent un entraînement aux caractéristiques intermédiaires (durée et fréquence moyenne, charges moyennes). La « méthode Nubret » est peu usitée, nécessitant de consacrer énormément de temps à l'entraînement, mais est manifestement efficace, et semble permettre un maintien voire un développement substantiel de la musculature à un âge avancé (outre Nubret lui-même, exemple d'Edmund Karolewicz, autre français adepte de cette méthode, qui a conservé un physique impressionnant jusqu'aux abords de la soixantaine).

## Écriture
En 2006, âgé de 68 ans, Serge Nubret publie Je suis… Moi et Dieu. Écrit en collaboration avec Louis-Xavier Babin-Lachaud, le livre fait la part belle à l’autobiographie, mais surtout à des réflexions personnelles sur sa foi chrétienne, et le mysticisme très particulier de l’auteur. À travers sa biographie, il prend position sur le rôle de Dieu dans ce monde, sur le conflit entre destin et libre arbitre et sur l’illusion de ce monde. Plus qu’un assemblage de souvenirs, le livre témoigne de la volonté de réussir et de suivre la voie tracée par « Je suis », de l’amour de la « raison d’être » de l’auteur, c'est-à-dire le culturisme.

## Palmarès
- 1958 et 1959 : Mr. Guadeloupe
- 1960 : IFBB World[8]
- 1970 : NABBA Mister Univers 2e
- 1970 : IFBB European Mens Championships (Tall)[10]
- 1972 : IFBB Mr. Olympia (3e place)[11]
- 1974 : IFBB Mr. Olympia (2e, Heavyweight)[12]
- 1975 : IFBB Mr. Olympia (2e, Heavyweight)[13]
- 1976 : NABBA Universe (Overall winner)[14]
- 1976 : WBBG Olympus (2e)[15]
- 1977 : WBBG Mr World[16]
- 1977 : WBBG Olympus[17]
- 1981 : WABBA World cup (2e) [18]
- 1983 : WABBA World Championships (2e, Professional) [19]

## Filmographie

### Cinéma
- 1962 : Les Titans (Arrivano i titani) de Duccio Tessari : Rator
- 1963 : Goliath et l'Hercule noir (Goliath e la schiava ribelle) de Mario Caiano : Milan
- 1964 : Rue des Cascades (Un gosse de la butte) de Maurice Delbez : Vincent
- 1964 : Espionnage à Bangkok pour U-92 (Der Fluch des schwarzen Rubin / Agente S3S : Operazione Uranio) de Manfred R. Köhler : Pongo
- 1969 : Les Sept Bérets rouges (Sette baschi rossi) de Mario Siciliano : Martinez
- 1970 : Un condé d'Yves Boisset : l'homme de main des Dassa
- 1972 : César et Rosalie de Claude Sautet : un acheteur de métaux
- 1974 : Impossible... pas français de Robert Lamoureux : un chauffeur
- 1975 : Les Ravageuses de sexe (Les Demoiselles à péage) de Richard Balducci (pseudo Bruno Baldwyn) : Boulou
- 1977 : Pumping Iron de George Butler et Robert Fiore : lui-même
- 1977 : La Part du feu d'Étienne Périer : lui-même
- 1979 : Nous maigrirons ensemble de Michel Vocoret : le culturiste du club de gym
- 1981 : Le Professionnel de Georges Lautner : l'infirmier au procès

### Télévision
- 1967 : Salle n° 8 de Jean Dewever et Robert Guez (série télévisée) : Mamadou
- 1968 : Les Aventures de Tom Sawyer de Wolfgang Liebeneiner (mini série télévisée) : Jim « Nigger-Jim »
- 1980 : Petit déjeuner compris de Michel Berny (mini série télévisée) : Sissou Lemarchand
- 1984 : Série noire, épisode Sa majesté le flic de Jean-Pierre Decourt (série télévisée) : Pierrot
- 1986 : La Griffe du destin (Sins) de Douglas Hickox (mini série télévisée) : le masseur

## Hommages
En septembre 2024, la Région Guadeloupe inaugure une salle d'haltérophilie au nom de Serge Nubret au CREPS Antilles-Guyane.